# شهرستان آرپهوو (کلرادو)
شهرستان آرپهوو، کلرادو (به انگلیسی: Arapahoe County, Colorado) یک سکونتگاه مسکونی در ایالات متحده آمریکا است که در کلرادو واقع شده‌است.

## خصوصیات
شهرستان آرپهوو ۲٬۰۸۴٫۹۵ کیلومترمربع مساحت دارد.